# Sonziwka
Sonziwka (ukrainisch Сонцівка; russisch Сонцовка Sonzowka) ist ein Dorf in der ukrainischen Oblast Donezk. Im November 2024 wurde die Bevölkerung des Dorfes evakuiert.

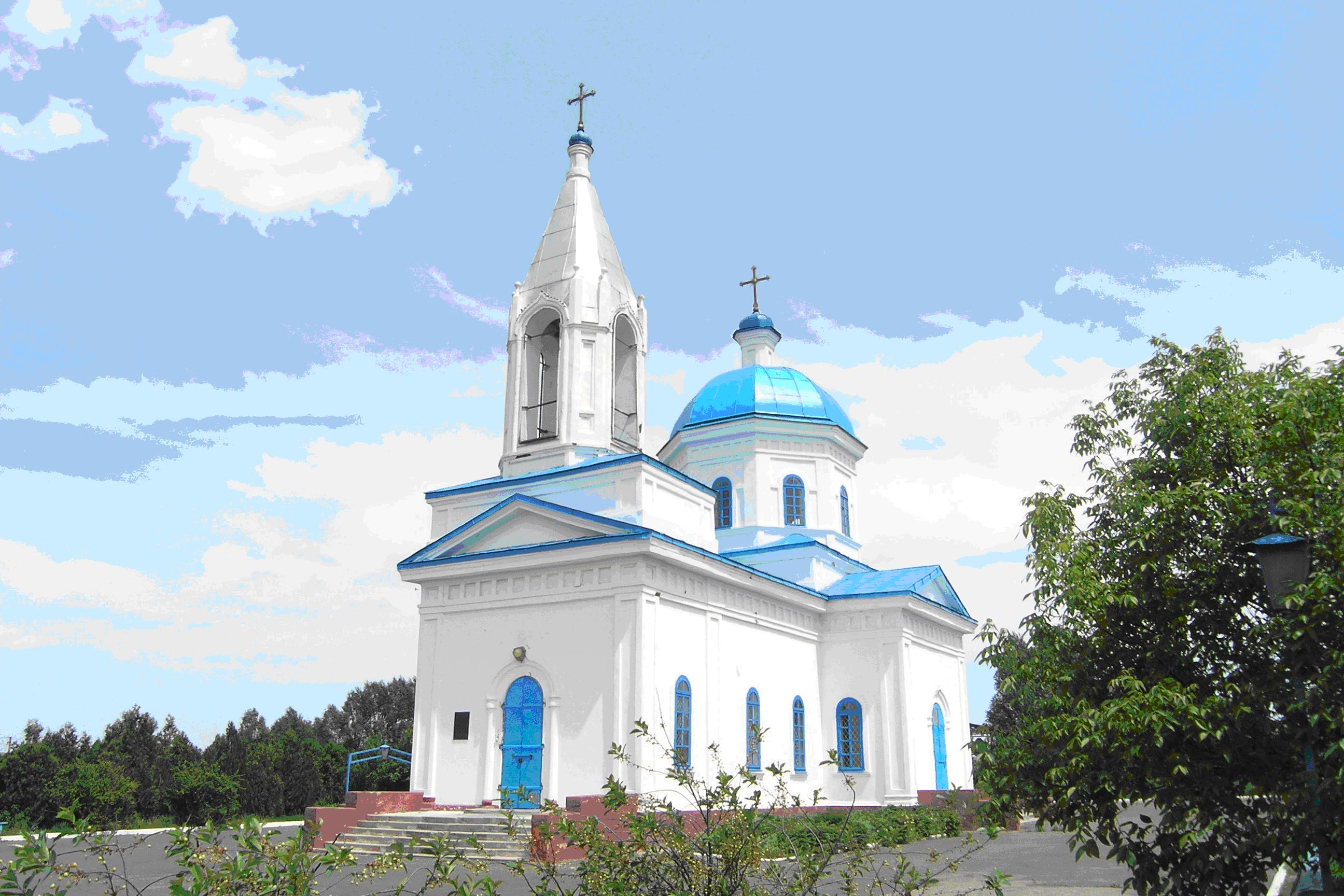
Kirche im Ort

Die Ortschaft liegt auf einer Höhe von 121 m am Ufer der Schtschurowa (Щурова), einem Nebenfluss der Wowtscha, 32 km südlich vom Rajonzentrum Pokrowsk und 55 km westlich vom Oblastzentrum Donezk.

## Geschichte
Das 1785 gegründete Dorf lag zunächst im Ujesd Bachmut des Gouvernement Jekaterinoslaw im Russischen Kaiserreich und hieß nach seinem Besitzer Dmitri Dmitrijewitsch Sonzow Sonzowka. In der Sowjetunion wurde es in den 1920er Jahren in Krasne (Красне) umbenannt und behielt den Namen, bis es 2016 im Zuge der Dekommunisierung in der Ukraine den Namen Sonziwka zurückerhielt. 1967 wurde im Dorf zur Erinnerung an den hier geborenen Komponisten Prokofjew ein Museum eröffnet und 1968 wurde die örtliche Musikschule nach ihm benannt.

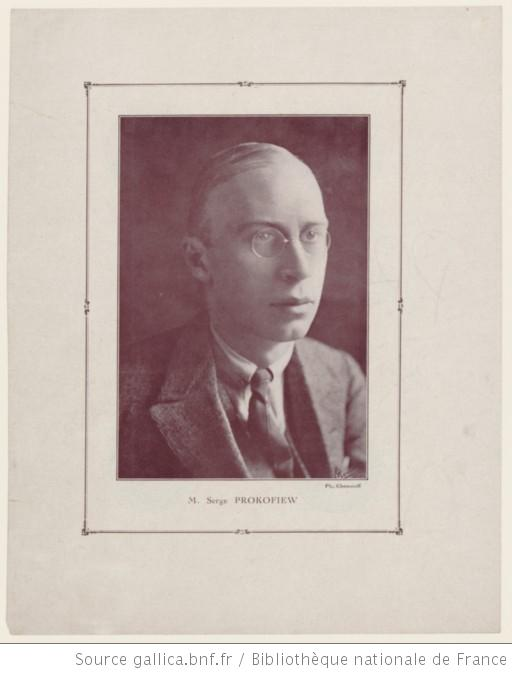
Der größte Sohn des Dorfes – Sergei Prokofjew

Am 12. Juni 2020 wurde das Dorf ein Teil der neugegründeten Stadtgemeinde Kurachowe, bis dahin bildete der Ort zusammen mit den Dörfern Berestky (Берестки), Sorja (Зоря) und Nowodmytriwka (Новодмитрівка) die gleichnamige Landratsgemeinde Sonziwka (Сонцівська сільська рада/Sonziwska silska rada) im Süden des Rajons Pokrowsk.

## Söhne und Töchter der Ortschaft
- Sergei Prokofjew (1891–1953), sowjetischer Pianist und Komponist